# Click Here to Exit
Click Here to Exit er et uudgivet album af Stone Sour som på dette tidspunkt gik under navnet SuperEgo. Albummet blev indspillet i 2000 og indeholder 13 numre som skaffede dem en kontrakt med pladeselskabet Roadrunner Records.
Numrene "Omega", "Get Inside", "Idle Hands", og "Bother" blev genindspillet til deres debutalbum Stone Sour som udkom i 2002 og numrene "Kill Everybody", "The Wicked", og "Road Hog" udkom på bandets digipack. 

## Numre
1. "Omega" (2:57)
2. "Get Inside" (3:27)
3. "Kill Everybody" (3:44)
4. "Ending Beginning" (3:49)
5. "The Wicked" (5:47)
6. "Idle Hands" (4:04)
7. "Talk" (0:40)
8. "Road Hog" (3:47)
9. "Dead Weight" (7:38)
10. "Bother" (3:53)
11. "All I Know" (8:08)
12. "Silent Type" (4:45)
13. "Death Dance of the Frog Fish" (4:00)

## Musikere
- Corey Taylor – Vokal
- Josh Rand – Guitar / Bas
- Shawn Economaki – Bas
- Jim Root – Guitar
- Joel Ekman – Trommer